# Shaane Fulton
Shaane Fulton, née le 3 octobre 2000 à Nelson est une coureuse cycliste néo-zélandaise, spécialiste de la piste.

## Biographie
Shaane Fulton grandit dans le nord de l'île du Sud de la Nouvelle-Zélande. Elle va à l'école à Richmond et s'entraine dans la ville voisine de Nelson. Elle commence le cyclisme sur piste à l'âge de cinq ans. Ses parents sont les cyclistes Dean et Karen Fulton. Sa mère est vice-championne de Nouvelle-Zélande et d'Océanie sur route en 2009.
Chez les juniors (17/18 ans), Shaane Fulton est double championne nationale de vitesse et triple championne d'Océanie. Elle représente la Nouvelle-Zélande aux mondiaux sur piste 2017 et 2018.
Promu parmi l'élite, elle remporte six titres de champion de Nouvelle-Zélande dans les disciplines du sprint en 2020 et 2021. Elle n'est pas sélectionnée pour les Jeux olympiques de Tokyo, mais est incluse dans l'équipe de développement pour le prochain cycle olympique. En octobre 2021, elle se blesse à la hanche pendant un entraînement et doit être opérée, ce qui l'éloigne des compétitions une grande partie de l'année 2022.
Elle est au départ de sa première grande compétition internationale chez les élites aux championnats du monde de cyclisme sur piste 2023. Lors de la Coupe des Nations 2024, elle termine troisième de la vitesse par équipes lors de la manche disputée à Adélaïde. En 2023 et 2024, elle ajoute cinq autres titres de championne nationale à son palmarès, établissant un nouveau record national sur 500 mètres en 33,478 secondes.

## Palmarès sur piste

### Jeux olympiques
- Paris 2024
  -  Médaillée d'argent de la vitesse par équipes

### Championnats du monde
| Édition / Épreuve | Vitesse | Vitesse par équipes |
| Glasgow 2023      | 27e     | 5e                  |

### Coupe des nations
- 2024
  - 3e de la vitesse par équipes à Adélaïde

### Championnats d'Océanie
| Édition / Épreuve        | 500 mètres | Kilomètre | Keirin | Vitesse | Vitesse par équipes |
| Melbourne 2016 (juniors) |            |           |        | Bronze  | Argent              |
| Cambridge 2017 (juniors) | Or         |           | Or     | Or      |                     |
| Invercargill 2019        | Bronze     |           |        |         |                     |
| Cambridge 2024           | Argent     |           |        | Argent  | Argent              |
| Brisbane 2025            |            | Argent    | Bronze | Bronze  | Or                  |

### Championnats de Nouvelle-Zélande
- Championne de Nouvelle-Zélande du 500 mètres en 2020, 2021 et 2024
- Championne de Nouvelle-Zélande du keirin en  2020, 2021 et 2023
- Championne de Nouvelle-Zélande de vitesse par équipes en 2020 et 2024
- Championne de Nouvelle-Zélande de vitesse en 2021, 2023 et 2024